# دیک جویس
دیک جویس (انگلیسی: Dick Joyce؛ زادهٔ ۱ مهٔ ۱۹۴۶) قایقران روئینگ اهل نیوزیلند بود.
وی در مسابقات کشوری و بین‌المللی در مجموع برندهٔ ۳ مدال طلا، ۱ مدال برنز شده‌است.